# East Brunswick
East Brunswick is een plaats (census-designated place) in de Amerikaanse staat New Jersey, en valt bestuurlijk gezien onder Middlesex County.

## Demografie
Bij de volkstelling in 2000 werd het aantal inwoners vastgesteld op 46.756.

## Geografie
Volgens het United States Census Bureau beslaat de plaats een oppervlakte van
58,0 km², waarvan 56,9 km² land en 1,1 km² water.

## Plaatsen in de nabije omgeving
De onderstaande figuur toont nabijgelegen plaatsen in een straal van 8 km rond East Brunswick.

## Geboren in East Brunswick
- Wally Dallenbach (1936-2024), autocoureur